# Rio Taquara
Rio Taquara är ett vattendrag i Brasilien.   Det ligger i delstaten Paraná, i den södra delen av landet, 900 km söder om huvudstaden Brasília.
Omgivningarna runt Rio Taquara är en mosaik av jordbruksmark och naturlig växtlighet. Runt Rio Taquara är det glesbefolkat, med 12 invånare per kvadratkilometer.